# Víctor Sánchez Mata
Víctor Sánchez Mata (Rubí, Barcelona, 8 de septiembre de 1987) es un exfutbolista español que jugaba de centrocampista.

## Clubes
Se unió al F.C Barcelona en julio de 2005, procedente del CE Europa. En 2006 debutó en el Barcelona C, jugando 36 partidos y marcando 7 goles en Tercera División. La temporada siguiente, al descender a Tercera el equipo B, el C desapareció y Víctor fue incluido en la plantilla de Pep Guardiola, ayudando al equipo a subir a Segunda B, con 31 partidos y dos goles, aunque se perdió los play-off de ascenso, debido a una lesión.
El 2 de enero de 2008 debutó con el primer equipo en Copa del Rey contra el C. D. Alcoyano, jugando de lateral diestro. Su debut en Liga tuvo lugar el 18 de marzo, contra la U. D. Almería. Con Guardiola al cargo del primer equipo, Víctor realizó la pretemporada 2008 con el primer equipo, jugando 7 partidos de Liga durante la temporada, pero formando parte del Barcelona B.
El 12 de agosto de 2009 fue cedido al recién ascendido Xerez C. D. por una temporada. Anotó su primer gol el 28 de marzo de 2010, contra el Real Valladolid. Para la temporada 10-11 se le cedió de nuevo, esta vez al Getafe C. F. Esa temporada jugó en varias posiciones de la defensa, evitando el descenso por poco. 
A finales de junio de 2011, rescindió el contrato con el F. C. Barcelona y firmó por dos años con el Neuchâtel Xamax FC de la Superliga Suiza, del que solo cumplió media temporada, fichando por el R. C. D. Espanyol en el mercado de invierno. En el R. C. D. Espanyol se convirtió en una pieza clave y allí permaneció durante ocho temporadas y media en las que jugó 270 partidos y anotó once goles, rescindiendo su contrato con la entidad blanquiazul el 18 de agosto de 2020.
En noviembre de ese mismo año se marchó a Australia para jugar en el Western United F. C. dos temporadas. Abandonó el club en septiembre de 2021 por motivos familiares.
Desde entonces se encontraba sin equipo, hasta que el 1 de febrero de 2022 se convirtió en nuevo jugador del Girona F. C. hasta final de temporada. Una vez esta terminó quedó nuevamente libre y ya no volvió a jugar hasta anunciar su retirada en marzo de 2023.

## Estadísticas
| Club               | Temporada                            | Liga     | Liga  | Liga     | Copa     | Copa  | Copa     | Copa Europa | Copa Europa | Copa Europa | Amistosos | Amistosos | Amistosos | Total    | Total | Total    |
| Club               | Temporada                            | Partidos | Goles | Tarjetas | Partidos | Goles | Tarjetas | Partidos    | Goles       | Tarjetas    | Partidos  | Goles     | Tarjetas  | Partidos | Goles | Tarjetas |
| ------------------ | ------------------------------------ | -------- | ----- | -------- | -------- | ----- | -------- | ----------- | ----------- | ----------- | --------- | --------- | --------- | -------- | ----- | -------- |
| Barça C            | 2007-08                              | 37       | 7     | -        | 0        | 0     | 0/0      | 0           | 0           | 0/0         | -         | -         | -         | 37       | 7     | -        |
| Barça B            | 2007-08                              | 30       | 2     | -        | 0        | 0     | 0/0      | 0           | 0           | 0/0         | -         | -         | -         | 30       | 2     | -        |
| Barcelona          | 2007-08                              | 1        | 0     | 0/0      | 1        | 0     | 0/0      | 0           | 0           | 0/0         | -         | -         | -         | 2        | 0     | 0/0      |
| Barça B            | 2008-09                              | 14       | 3     | -        | 0        | 0     | 0/0      | 0           | 0           | 0/0         | -         | -         | -         | 14       | 3     | -        |
| Barcelona          | 2008-09                              | 7        | 0     | 0/0      | 2        | 0     | 1/0      | 3           | 0           | 0/0         | -         | -         | -         | 12       | 0     | 1/0      |
| Xerez CD           | 2009-10                              | 25       | 2     | 0/0      | 0        | 0     | 0/0      | 0           | 0           | 0/0         | 3         | 0         | 0/0       | 28       | 2     | 0/0      |
| Getafe CF          | 2010-11                              | 27       | 1     | 9/0      | 0        | 0     | 0/0      | 0           | 0           | 0/0         | 0         | 0         | 0/0       | 0        | 0     | 0/0      |
| Neuchâtel Xamax FC | Super Liga Suiza 2011/12             | 0        | 0     | 0/0      | 0        | 0     | 0/0      | 0           | 0           | 0/0         | 0         | 0         | 0/0       | 0        | 0     | 0/0      |
| RCD Espanyol       | Primera División de España 2012/2020 | 270      | 11    | 0/0      | 0        | 0     | 0/0      | 0           | 0           | 0/0         | 0         | 0         | 0/0       | 0        | 0     | 0/0      |
| Western United     | Liga Australiana 2020-2021           |          |       |          |          |       |          |             |             |             |           |           |           |          |       |          |
| Girona F.C.        | Primera División de España 2022-2023 |          |       |          |          |       |          |             |             |             |           |           |           |          |       |          |
| Total              | Total                                | 171      | 15    | 0/0      | 5        | 0     | 1/0      | 3           | 0           | 0/0         | 3         | 0         | 0/0       | 122      | 14    | 1/0      |

## Palmarés

### Campeonatos nacionales
| Título                     | Club                    | País   | Año  |
| -------------------------- | ----------------------- | ------ | ---- |
| Liga de Tercera División   | F. C. Barcelona Atlètic | España | 2008 |
| Copa del Rey               | F. C. Barcelona         | España | 2009 |
| Primera División de España | F. C. Barcelona         | España | 2009 |

### Campeonatos internacionales
| Título                       | Club            | Sede | Año  |
| ---------------------------- | --------------- | ---- | ---- |
| Liga de Campeones de la UEFA | F. C. Barcelona | Roma | 2009 |